# Анхелуччи, Хильберто
Хильберто Анхелуччи Гуйон (исп. Gilberto Angelucci Guión; 7 августа 1967, Турен, Венесуэла) — венесуэльский футболист, вратарь, тренер. Выступал за сборную Венесуэлы.

## Клубная карьера
Анхелуччи большую часть своей карьеры играл в разных венесуэльских командах. С 1994 по 1998 год он уехал в Аргентину, чтобы выступать за клуб «Сан-Лоренсо де Альмагро». Сыграв за клуб 29 матчей в чемпионате Аргентины, он вернулся в Венесуэлу и вступил в клуб Унион Атлетико Маракайбо, который впоследствии выиграл Чемпионат Венесуэлы по футболу в 2004-05 году.

## Сборная
С 1995 года Анхелуччи сыграл со сборной Венесуэлы 47 матчей (по другим данным 46 или 48, пропустил 71 мяч).
Дебютный матч сыграл на Кубке Америки 1995 года против Мексики 9 июля 1995 года, всего на турнире сыграл два матча. Также участвовал в Кубке Америки 2004 года, провёл три матча. Последний матч за сборную сыграл 8 октября 2005 года против Парагвая.

## Тренерская карьера
Дважды возглавлял «Унион Атлетико Маракайбо» в качестве исполняющего обязанности главного тренера — в октябре 2007 года и сентябре-декабре 2008. В ноябре 2011 — марте 2012 тренировал аутсайдера высшего дивизиона «Туканес де Амасонас», стал одним из четырёх наставников клуба в сезоне. В сезоне 2013/14 возглавлял клуб «Ангостура» во втором дивизионе.
В августе 2014 года назначен тренером вратарей сборной Венесуэлы.

## Достижения
Командные
 «Сан-Лоренсо де Альмагро»
- Чемпионат Аргентины по футболу — 1995

 «Унион Атлетико Маракайбо»
- Чемпионат Венесуэлы по футболу — 2004-05